# Sebastian Mutzl (Lehrer)
Sebastian Mutzl (* 25. September 1797 in Lofer; † 15. Oktober 1863 in Teisendorf) war ein deutscher Gymnasiallehrer und Verfasser von Schulbüchern.

## Leben
Sebastian Mutzl wurde am 25. September 1797 in Lofer im Erzstift Salzburg als Sohn eines Schullehrers geboren. Von November 1810 bis 1816 besuchte er das Gymnasium in Salzburg und war Sängerknabe im Stift Sankt Peter. Nach der Matura 1816 besuchte er noch ein Jahr das Lyzeum Salzburg und wechselte dann – da der Vater, der bayerischer Untertan bleiben wollte (Salzburg wurde 1816 österreichisch), sich von Radstadt, wo er seit 1801 gewirkt hatte, nach Teisendorf hatte versetzen lassen – an das Lyceum in München.
Auf den Rat seines Naturgeschichtsprofessors Michael Oppel hin studierte er drei Jahre Naturwissenschaften an der Universität Landshut, wechselte aber – nach dem Tod Oppels seiner Stütze beraubt – zum Lehrfach. 1822 verließ er Landshut und begann in München mit den philologischen Studien. Zugleich bekleidete er im Haus des großherzoglich badischen Gesandten am bayerischen Hof, Egid Joseph Karl von Fahnenberg, die Stelle eines Hofmeisters.
1823 bestand er die Konkursprüfung und wurde am 20. Oktober 1824 als Studienlehrer in Landshut angestellt. Vom Herbst 1824 bis zum Frühjahr 1845 war er an der Studienanstalt Landshut tätig, bis 1834 an der Lateinschule, der er von 1830 an als Subrektor vorstand, dann als Professor der ersten und zweiten Gymnasialklasse. Seine Versetzung Ende Dezember 1844 nach Straubing wurde nach Intervention der Einwohnerschaft Landshuts in München rückgängig gemacht. Am 18. März 1845 wurde er als Rektor der Königlichen Studienanstalt nach Eichstätt berufen, wo er bis zu seiner krankheitsbedingten Pensionierung am 21. April 1862 tätig war. Er starb am 15. Oktober 1863 in Teisendorf infolge eines wiederholten Schlaganfalls und wurde auf eigenen Wunsch hin auf dem Friedhof neben seinem Vater bestattet.
Neben seiner Unterrichtstätigkeit verfasste Mutzl Bücher für den Unterricht und beschäftigte sich in seinen letzten Lebensjahren mit der Frühgeschichte Bayerns unter den Agilolfingern, besonders dem Zeitalter des hl. Rupert von Salzburg und der damit zusammenhängenden agilolfingischen Regentenreihe. Er war Träger des Ritterkreuzes des Verdienstordens vom hl. Michael (1851) und korrespondierendes Mitglied der bayerischen Akademie der Wissenschaften. Einen Ruf an die Universität Wien 1852 hatte er abgelehnt.
Seine Söhne aus der Ehe mit Rosina geb. Zehentner (1804–1882) waren der Pfarrer und Kunstsammler Sebastian Mutzl und der Benediktinerabt Rupert Mutzl.

## Schriften (Auswahl)
- De nominum latinorum radicibus: commentatio grammatica. Finsterlin, Monachii 1827, OCLC 245898336 (Digitalisat)
- Lateinische Schulgrammatik. Attenkofer, Landshut 1832 (und weitere Auflagen), OCLC 165805014 (Digitalisat)
- Elementarbuch der lateinischen Sprache: zum öffentlichen und Privat-Gebrauche. Thomann, Landshut 1833, OCLC 165805007 (Digitalisat)
- Die Cella S. Maximiliani und die älteste Geschichte Bayerns. Manz, Regensburg 1852, OCLC 163042590 (Digitalisat)
- Geschichte Bayerns von der frühesten bis auf unsere Zeit, für Schule und Haus. Manz, Regensburg 1857 (mit Karl Kugler), OCLC 215128881 (Digitalisat)